# Гебхард XVI фон Алвенслебен
Гебхард XII фон Алвенслебен (на немски: Gebhard XII (XVI) von Alvensleben; † 17 февруари/21 септември 1494) е благородник от род Алвенслебен, господар на замък Калбе в град Калбе на река Милде и Хундисбург (в Халденслебен) в Алтмарк в Саксония-Анхалт и съветник в Маркграфство Бранденбург.

## Биография
Той е вторият син на Лудолф III фон Алвенслебен-Калбе († сл. 1437) и съпругата му Армгард/Ермгард фон Хонлаге (* ок. 1396). Брат е на Лудолф IV фон Алвенслебен (1421 – 1476) и Бусо VII фон Алвенслебен († ок. 1495).
На 15 май 1479 г. се състои първото фамилно събрание в замък Калбе, в което се определят наследниците по ред и грижата за вдовиците и дъщерите по отделно.
Гебхард XII фон Алвенслебен е баща на Бусо X фон Алвенслебен, епископ на Хавелберг (1522 – 1548).

## Фамилия
Гебхард XII фон Алвенслебен се жени за Хиполита (I) фон Бюлов, дъщеря на „кнапе“ Хайнрих фон Бюлов († сл. 1478) и Маргарета фон Грабов. Те имат пет деца:
- Йохан фон Алвенслебен († ок. 1522), женен I. за фон Шьонфелд, II. на 12 март 1510 г. за Анна фон Ранцау; от първия брак има дъщеря Анна, омъжена за Рихард II фон дер Шуленбург († 1536)
- Вике фон Алвенслебен († ок. 1517), неженен
- Бусо X фон Алвенслебен († 4 май 1548), епископ на Хавелберг (1522 – 1548); има двама сина, които са графове фон Халвенслебен († 1561 и 1569)
- Армгард фон Алвенслебен, омъжена за Клаус фон Ягов
- Иполита фон Алвенслебен, неомъжена